# Art déco

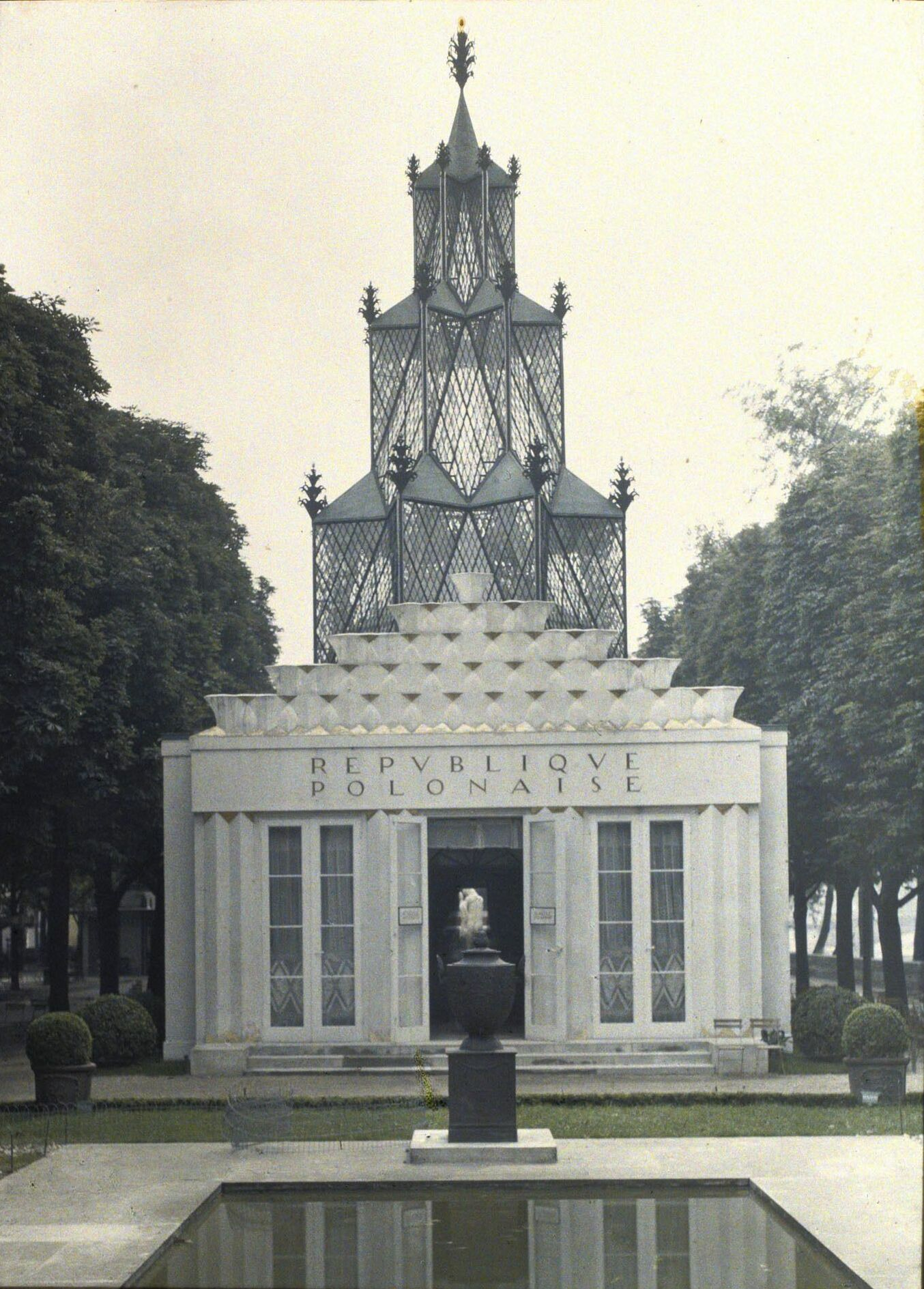
Polski pawilon Józefa Czajkowskiego na Międzynarodowej Wystawie Sztuki Dekoracyjnej w Paryżu w 1925

Art déco – styl w sztuce: architekturze, malarstwie, grafice oraz w architekturze wnętrz, rozpowszechniony w latach 1919–1939. Nazwa wywodzi się od francuskiego art – sztuka i décoratif – dekoracyjny, w rozumieniu, jakie język polski łączy z urządzaniem wnętrz (czyli „dekorowaniem”); termin décoratif nie oznacza w tym wypadku „zdobienia”.

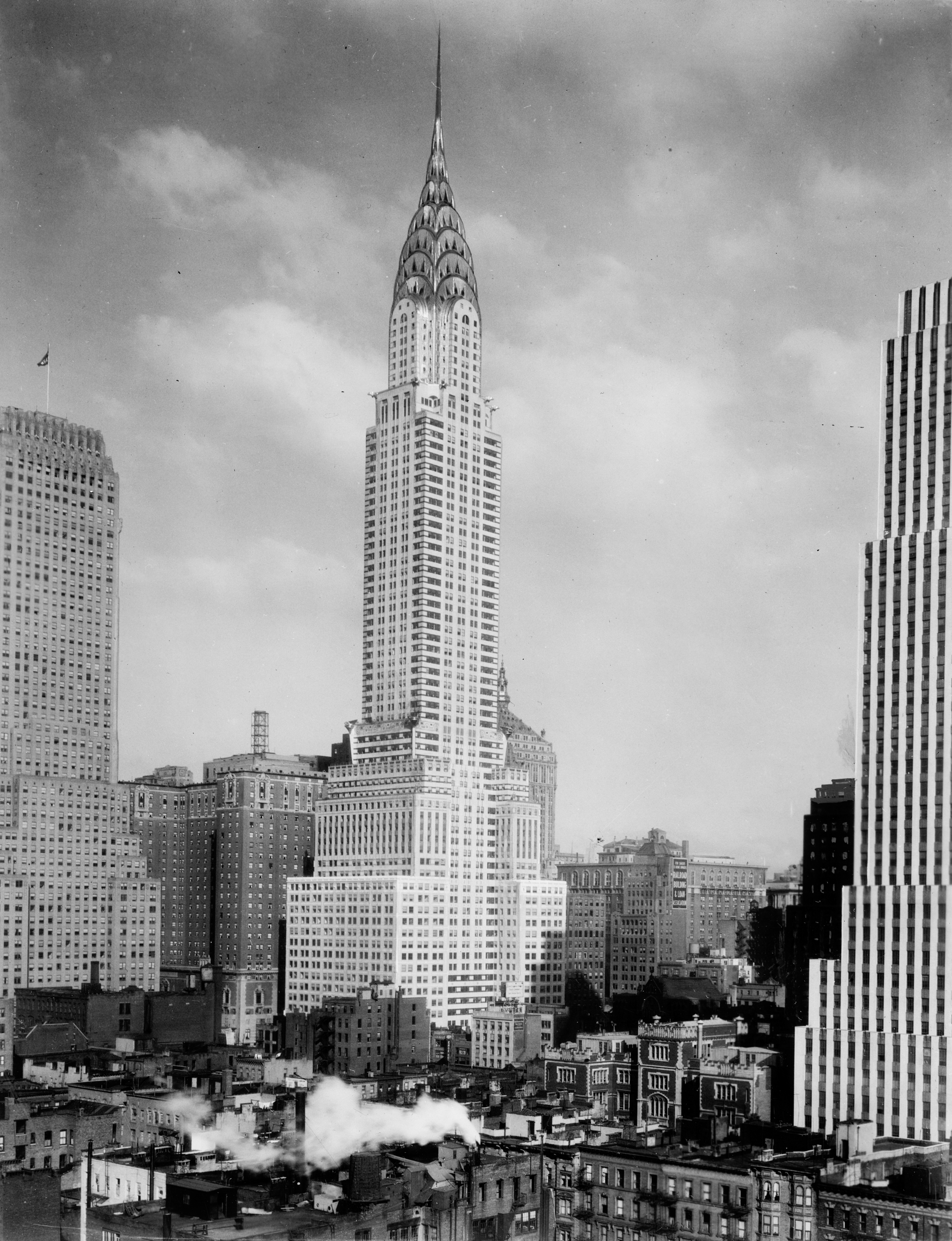
Chrysler Building z 1930 w Nowym Jorku

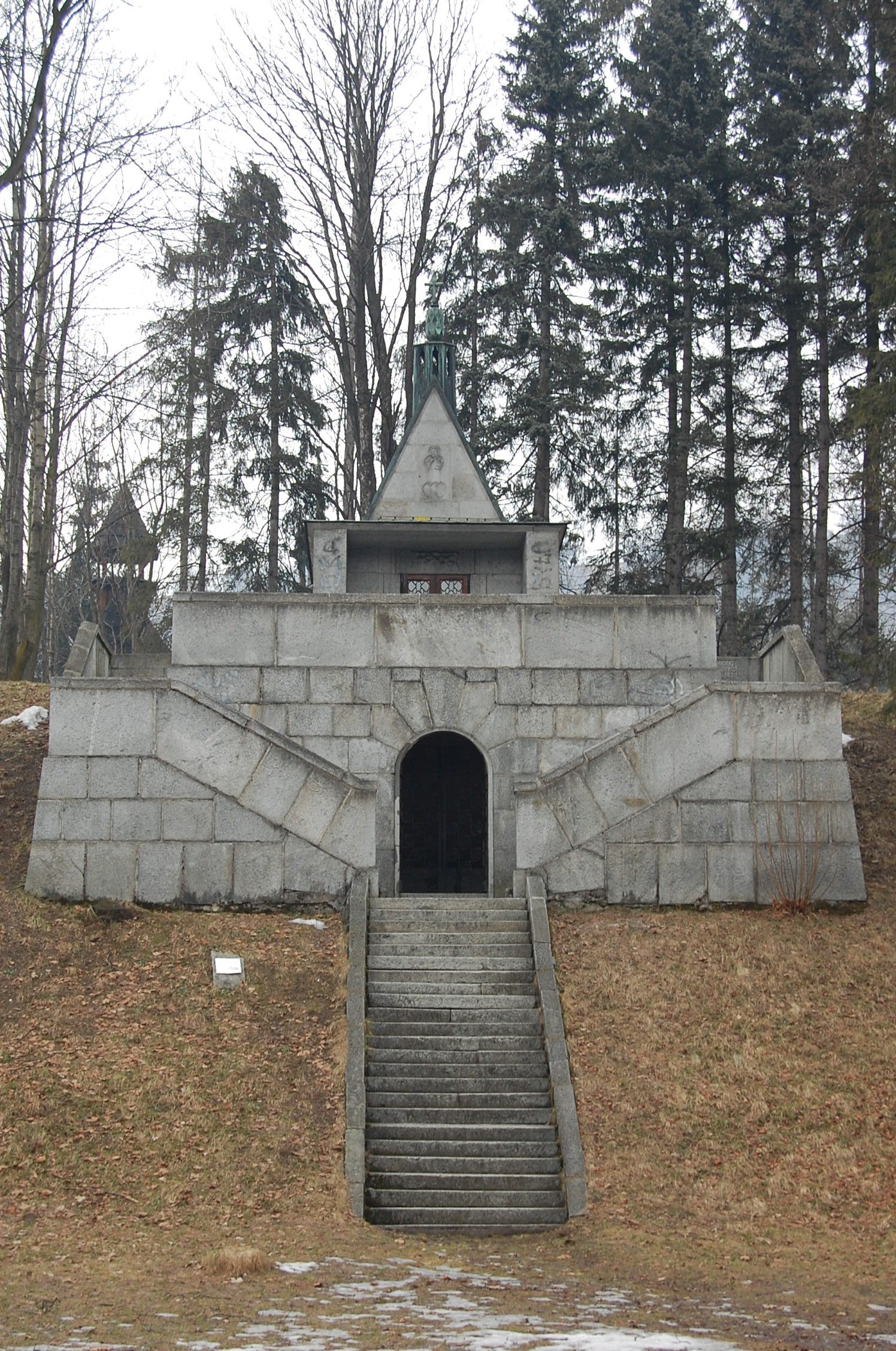
Mauzoleum Jana Kasprowicza na Harendzie, Zakopane (1933). Przykład architektury art déco inspirowanej stylem zakopiańskim. Architekt Karol Stryjeński

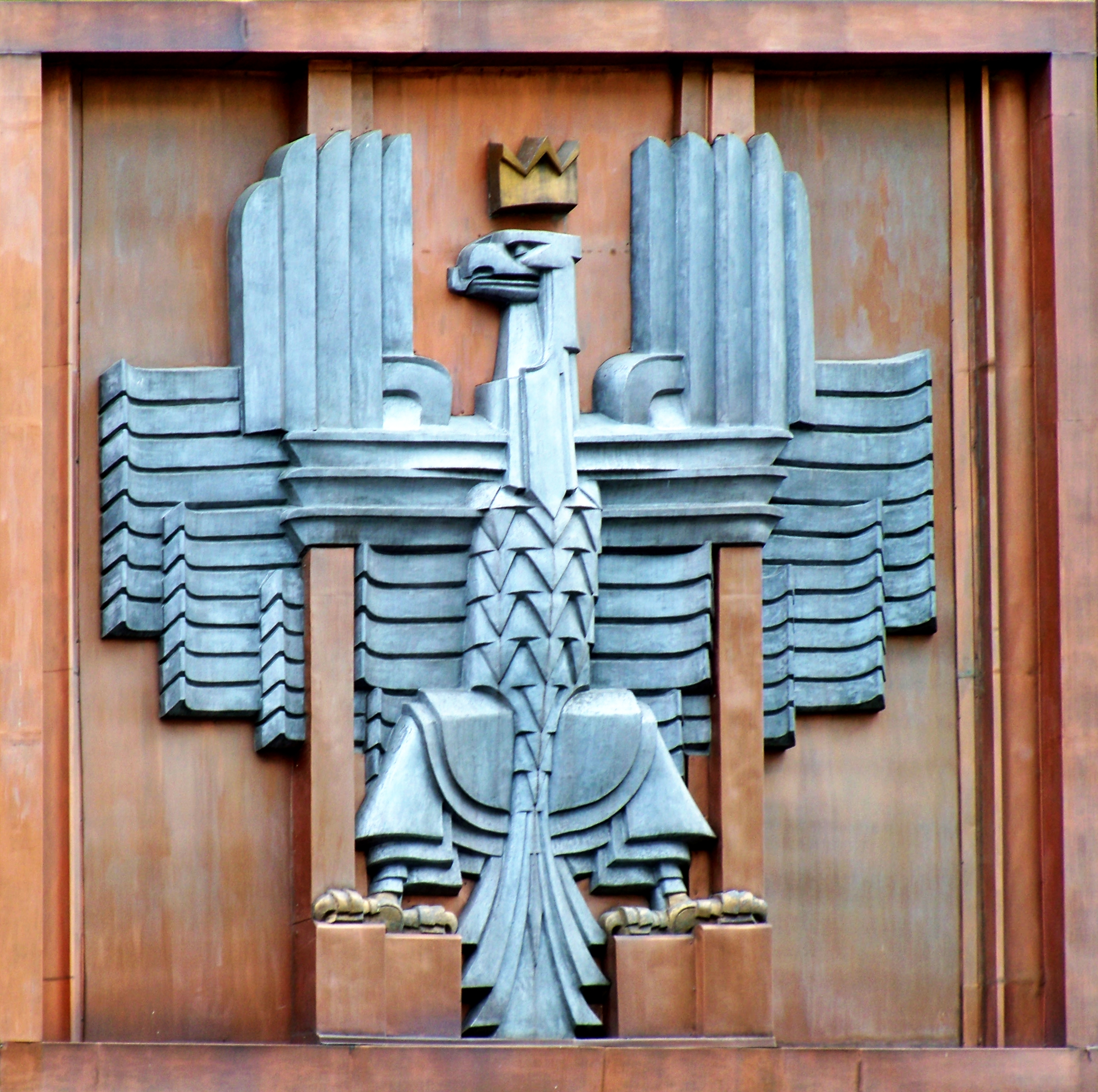
Godło Polski w stylu art déco na fasadzie budynku Urzędu Telekomunikacyjnego i Telegraficznego w Warszawie (architekt Julian Puterman-Sadłowski 1934)

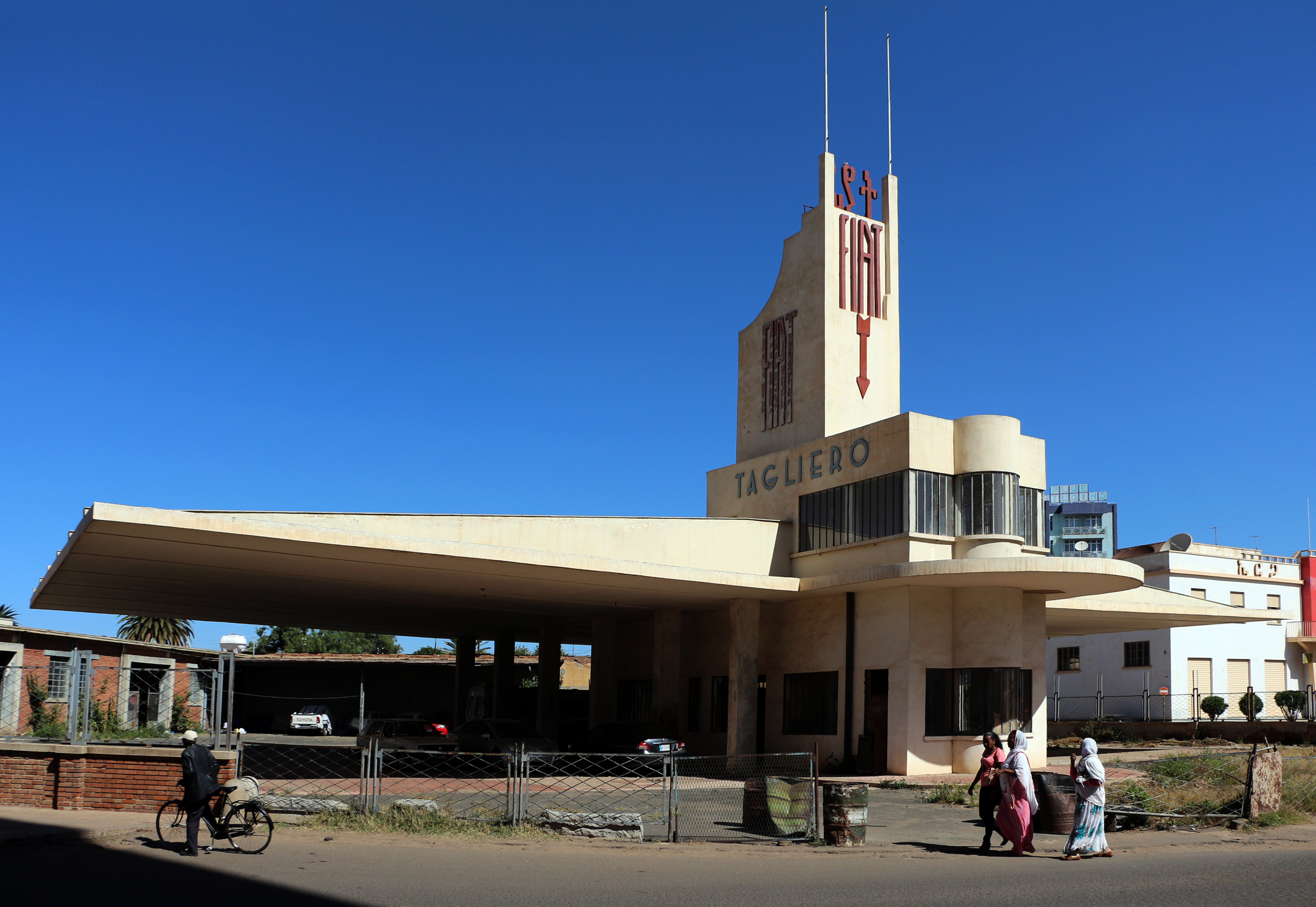
Giuseppe Pettazzi, stacja benzynowa i serwis Fiata, 1938, Asmara. Przykład włoskiej architektury futurystycznej w stylu art déco zainspirowanej formą aeroplanu

Art déco był reakcją na secesję (art nouveau), wyrazem sprzeciwu wobec – typowego dla sztuki secesyjnej – braku dyscypliny przestrzennej. Już w secesji pojawił się nurt projektowania masowych wyrobów przemysłowych – wzornictwo przemysłowe, ale dopiero w okresie art déco podjęto się bardziej nowoczesnego projektowania, z myślą o funkcji i wpływie przedmiotu na fizyczne i społeczne otoczenie człowieka. Było to działanie świadome, próba stworzenia stylu w sztuce na wzór dawnych stylów, ale wybiegającego w przyszłość i z optymizmem szukającego wyrazu dla nowoczesności świata produkcji taśmowej i rodzących się mass mediów. Sprzeczność polegała na tym, że twórcy art déco przykładali też wielką wagę do perfekcyjnego wykonania przedmiotu użytkowego (np. meble ze złoconego brązu, hebanu, lawinitu, inkrustowane kością słoniową) – nie mogły być więc one tanie, ani dostępne dla szerokiej klienteli.

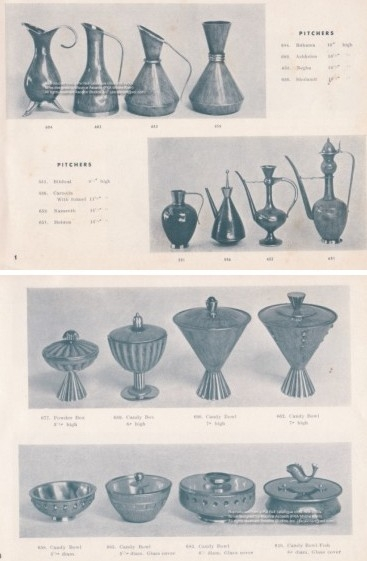
Maurice Ascalon (1913–2003) Pal-Bell

Art déco charakteryzował się klasycyzującym zgeometryzowaniem i dążeniem do syntetycznego ujmowania form, poszukiwaniem piękna w funkcji przedmiotu użytkowego i jasności przekazu w grafice czy malarstwie. Żywą i jasną kolorystykę odziedziczył po fowizmie. Szczyt popularności przypadał na lata 20. zeszłego stulecia, a Międzynarodowa Wystawa Sztuki Dekoracyjnej i Wzornictwa w Paryżu w roku 1925 zgromadziła najwięcej dzieł sztuki i przedmiotów użytkowych charakterystycznych dla epoki. W latach 30. art déco powoli ustępował na rzecz nowego stylu, Bauhausu, szkoły, która stała się pierwszą wyższą uczelnią nowoczesnego projektowania i studiowania sztuk pięknych. Do dziś pojawiają się dzieła i przedmioty użytkowe nawiązujące do art déco.